# Asia Culture Center
L' Asia Culture Center, també conegut com ACC, és un complex artístic ubicat a Gwangju, Corea del Sud. Va ser inaugurat el novembre de 2015. Consta de cinc edificis principals: un per Intercanvi Cultural; un altre enfocat en l'educació infantil, un per arxiu i recerca, un altre per fomentar la creativitat i un teatre. El centre és membre del Ministeri de Cultura, Esports i Turisme de Corea del Sud (MCST).